# Metropolitana leggera di Calgary
La metropolitana leggera di Calgary, nota anche come CTrain, è un sistema di trasporto urbano su rotaia che serve la città canadese di Calgary.